# Albert I de Namur
Albert I (d. cca. 1011) a fost conte de Namur din 998.
Albert a fost fiul lui Robert I (d. 981), conte de Lomme.
Soția lui a fost Ermengarda, fiică a ducelui Carol de Lotharingia Inferioară, cu care a avut trei copii:
- Liutgarda
- Albert, devenit conte de Namur și tatăl Hedwigăi, care s-a căsătorit cu Gerard de Lorena.